# Разбуй
Разбуй — деревня в Шекснинском районе Вологодской области России.
Входит в состав сельского поселения Чуровского, с точки зрения административно-территориального деления — в Чуровский сельсовет.

## География
Стоит при ручье Чуровка.
Расстояние по автодороге до районного центра Шексны — 10 км, до центра муниципального образования Чуровского — 2 км. Ближайшие населённые пункты — Улошково, Игумново, Дуброво.

## Население
| 2010 |
| ---- |
| 13   |

По переписи 2002 года население — 7 человек.

## Известные уроженцы, жители
- Кузнецов, Геннадий Иванович (род. 1934) — советский и российский учёный в области центробежных экстракторов.

## Инфраструктура
Личное подсобное хозяйство с зоной сельскохозяйственного использования, индивидуальная застройка усадебного типа.

## Транспорт
Деревня доступна автотранспортом.